# Susan Isaacs

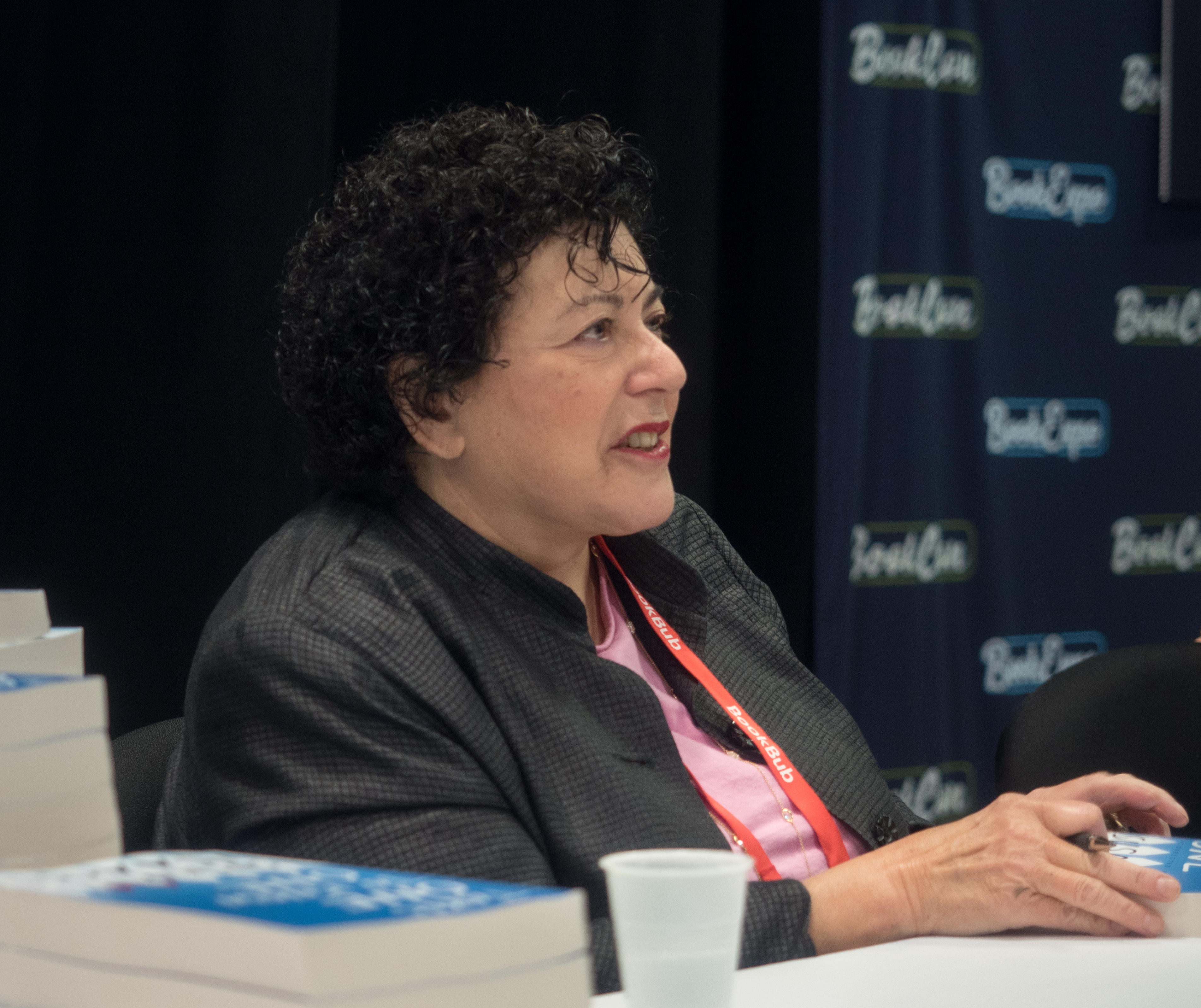
Susan Isaacs in 2019

Susan Isaacs (Brooklyn, 7 december 1943) is een Amerikaanse schrijfster, van onder andere detectiveverhalen.

## Biografie
Susan Isaacs werd geboren in en studeerde aan Queens College. Ze is gehuwd met een advocaat en woont op Long Island, New York.
De boeken, die met tussenpozen van 2 a 4 jaar verschijnen en over het algemeen bestsellers worden spelen zich meestal af in New York onder de (zeer) gegoede middenklasse. Haar eerste boek, Compromising positions, was al een bestseller en is verfilmd, met Susan Sarandon in de hoofdrol. Hierbij zijn echter onder druk van 'Hollywood' vergaande concessies gedaan aan het oorspronkelijke verhaal.

## Publicaties (in Nederlandse vertaling)
- Susan Isaacs: Verbroken belofte. Vert. van Lily White. Baarn, De Fontein, 1997
- Susan Isaacs: Zoete leugens. Vert van After all these years. Baarn, Bosch & Keuning, 1995.
- Susan Isaacs: Het schemeruur. Vert. van Magic hour. Baarn, Bosch & Keuning, 1992
- Susan Isaacs: Het leven is te kort. Vert. van Almost paradise. Utrecht, Bruna, 1991. (1e dr. 1985)
- Susan Isaacs: De glimlach die zij achterliet. Vert. van: Shining through. Baarn, In den Toren, 1989 (2e dr. 1992)
- Susan Isaacs: Kieskeurige kringen. Vert. van Close relations. Utrecht, Bruna, 1981
- Susan Isaacs: Gevaarlijke standen. Vert. van Compromising positions. Utrecht, Bruna, 1979